# Рибеирао Прето
Рибеирао Прето (порт. Ribeirão Preto) град је у Бразилу у савезној држави Сао Пауло. Према процени из 2007. у граду је живело 547.417 становника.

## Становништво
Према процени из 2007. у граду је живело 547.417 становника.
| 1991.   | 2000.   |
| ------- | ------- |
| 436,682 | 504,923 |

## Партнерски градови
- Сан Лијандро
- Bucaramanga
- Рипа Театина
- Кјети
- Терамо